# 白斑彎線䲁
白斑彎線䲁（學名：Helcogramma albimacula），為輻鰭魚綱䲁形目三鰭䲁科彎線䲁屬的一個種，是由Jeffery T. Williams和Jeffrey C. Howe於2003年所描述，分布於西太平洋菲律賓海域，為特有種，深度0至5公尺，本魚體型小呈圓柱狀，上頜向後延伸至眼前緣下方，上下頜齒細而密，雌雄兩性均有明顯的灰白色，最下胸鰭條基部有長圓條紋，成年雄魚第一背鰭延長，背鰭硬棘16-18枚、背鰭軟條11-12枚、臀鰭硬棘1枚、臀鰭軟條20-22枚，體長可達4.2公分，棲息在岩礁的湧浪區，以藻類為食，雌魚產附著性卵在藻類築的巢，雄魚會守護卵，幼魚為浮游性，生活習性不明。